# Municipio de Toboyne
El municipio de Toboyne  (en inglés: Toboyne Township) es un municipio ubicado en el condado de Perry en el estado estadounidense de Pensilvania. En el año 2000 tenía una población de 494 habitantes y una densidad poblacional de 3 personas por km².

## Geografía
El municipio de Toboyne se encuentra ubicado en las coordenadas 40°14′00″N 77°34′59″O / 40.23333, -77.58306.

## Demografía
Según la Oficina del Censo en 2000 los ingresos medios por hogar en la localidad eran de $30,833 y los ingresos medios por familia eran $33,125. Los hombres tenían unos ingresos medios de $36,083 frente a los $20,417 para las mujeres. La renta per cápita para la localidad era de $15,537. Alrededor del 18,4% de la población estaban por debajo del umbral de pobreza.